# VxWorks
VxWorks是美国溫瑞爾系統（WindRiver）公司于1983年设计开发的一种嵌入式实时操作系统（RTOS），是嵌入式开发环境的关键组成部分。凭借良好的持续发展能力、高性能的内核以及友好的用户开发环境，其在嵌入式实时操作系统领域占据一席之地。
VxWorks支持几乎所有现代市场上的嵌入式CPU，包括x86系列、MIPS、 LoongISA、 PowerPC、Freescale ColdFire、Intel i960、SPARC、SH-4、ARM, StrongARM以及xScale CPU。
它以其良好的可靠性和卓越的实时性被广泛地应用在通信、军事、航空、航天等高精尖技术及实时性要求极高的领域中，如卫星通讯、军事演习、弹道制导、飞机导航等。
美国的F-16、F/A-18战斗机、B-2隐形轰炸机和爱国者导弹，火星探測器如1997年7月登陆的火星探测器，2008年5月登陆的凤凰号、2012年8月登陸的好奇號都使用到了VxWorks。